# Вітцендорф
Вітцендорф (нім. Wietzendorf) — сільська громада в Німеччині, розташована в землі Нижня Саксонія. Входить до складу району Гайдекрайс.
Площа — 106,88 км2. Населення становить 4156 ос. (станом на 31 грудня 2021).

## Історія
В 1713 році селищем Вітцендорф проїжджав та зупинявся для зміни коней Петро I зі своєю свитою. Мабуть їхав в Гамбург вивчати кораблебудування.
В 1805 році в селищі були розквартировані 1 469 російських солдат.

## Табір військовополонених
В 1941—1945 роках тут на окраїні селища (в північно-східному напрямку) був табір військовополонених Шталаг 10 Д Вітцендорф (Shtalag X D (310) Wietzendorf).
Лагер розташовувався поблизу навчального солдатського плацу під назвою Мунстер.
Перших військовополонених привезли в липні 1941 року. Приміщень для проживання спочатку не існувало. Вони копали собі землянки, пізніше будували бараки. Катострофічні гігієнічні умови, недостатнє харчування привели до того що в листопаді 1941 року почалася епідемія висипного тифу. До весни 1942 року більше як 14 000 полонених померли від голоду, холоду, висипного тифу та інших хвороб.
Літом 1942 року Табір Віцендорф став частиною табору STALAG XB Sandbostel та в ньому утримувались по серпень 1943 року незначна кількість радянських полонених.
Крім того табір служив в 1942—1943 роках для відбору радянських полонених, що присилались на примусові роботи.
Загалом там загинуло 16 000 військовополонених.
Після закінчення війни табір використовувався для розміщення "переміщених осіб".
В 1945 році був встановлений меморіальний пам'ятник на радянському кладовищі військовополонених поблизу містечка Мейнгольц близько Вінтцендорфа.
В 1995 році була відкрита виставка «50 років після війни» в містечку Пеєтсгоф, там же і освячено надгробник, у пам'ять про загиблих в таборі Вітцендорфу.

## Культура
Кірха св. Якова в неоготичному стилі, побудована в 1876 році, архітектором Конрадом Вільгельмом Газе.
Вінцендорф славиться своїм якісним медом, тому в кінці вересня влаштовується традиційний "медовий ярмарок", з усією атрибутикою та веселощами.
Велику роль в селищі відіграє туризм, так як поряд розташована велика кемпінгова територія (Südsee Camp).

## Галерея

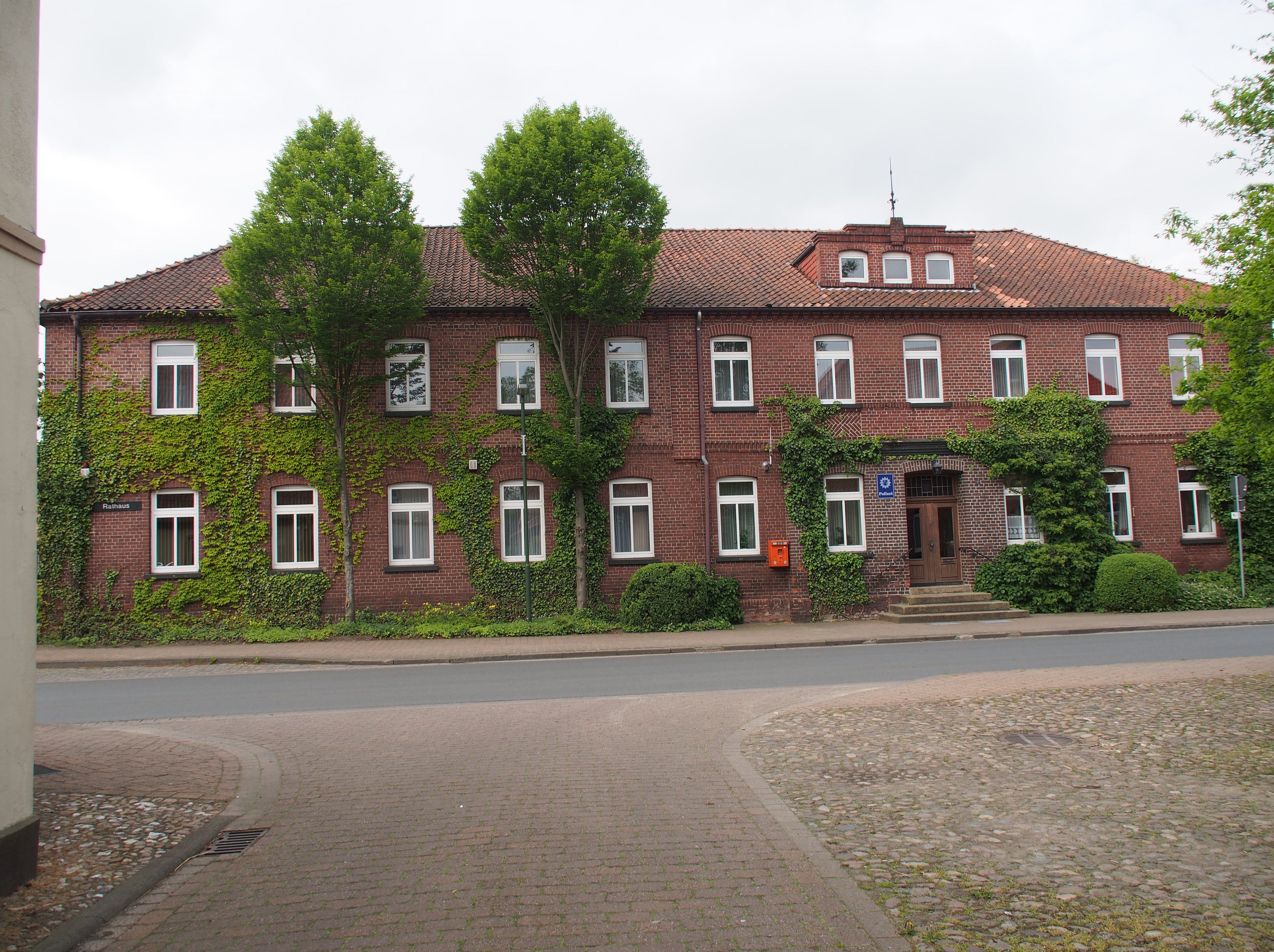
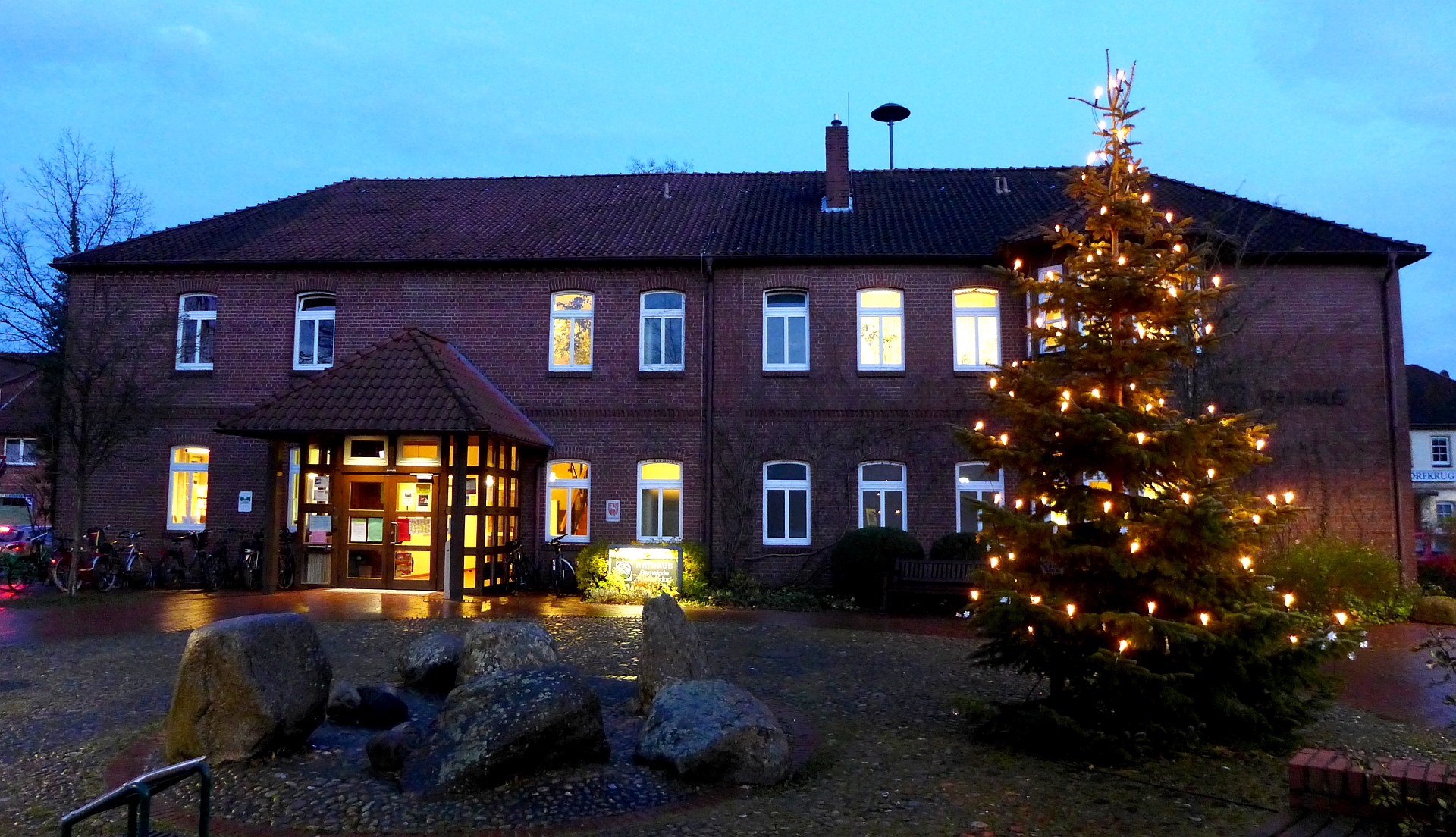
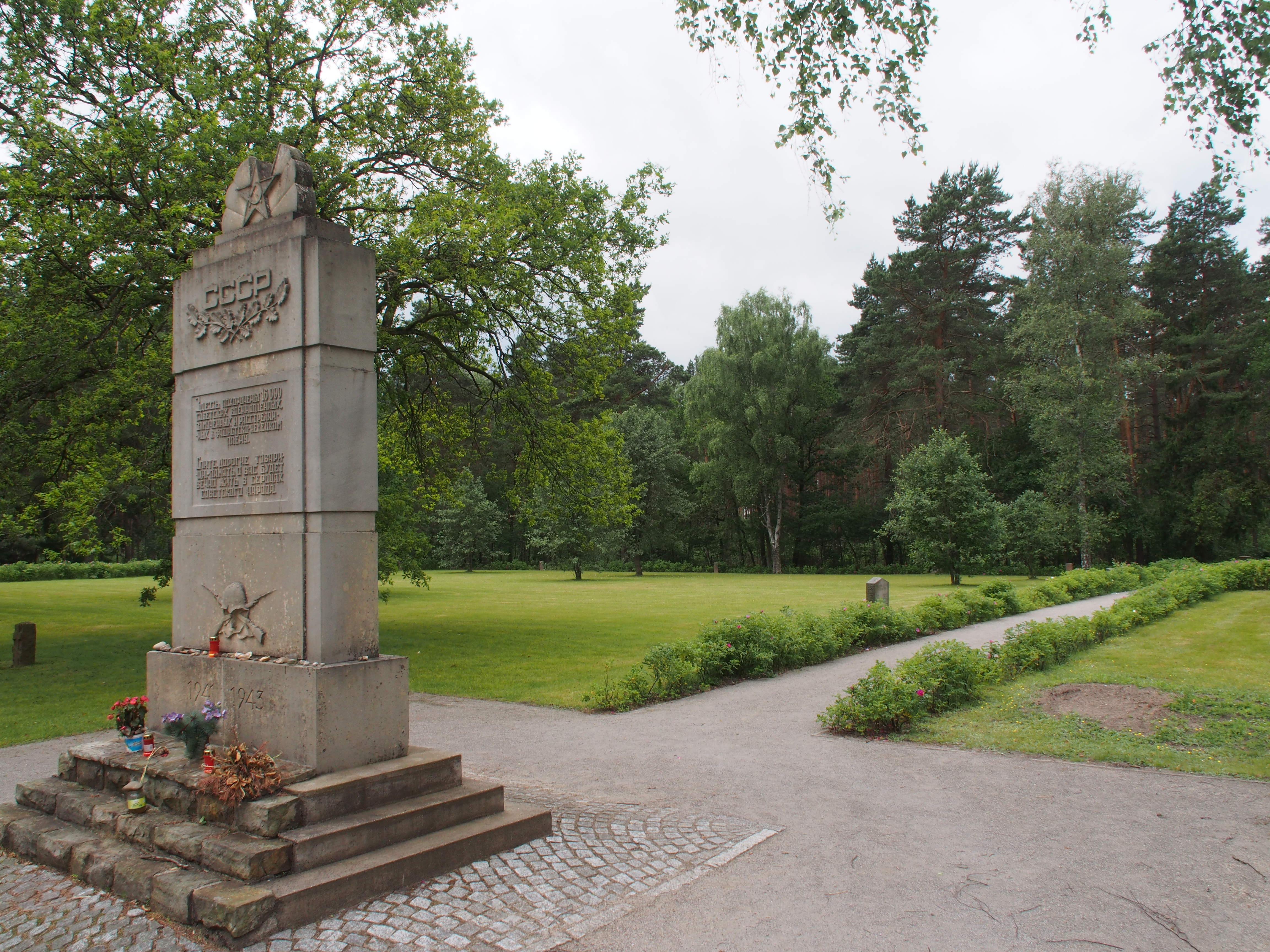
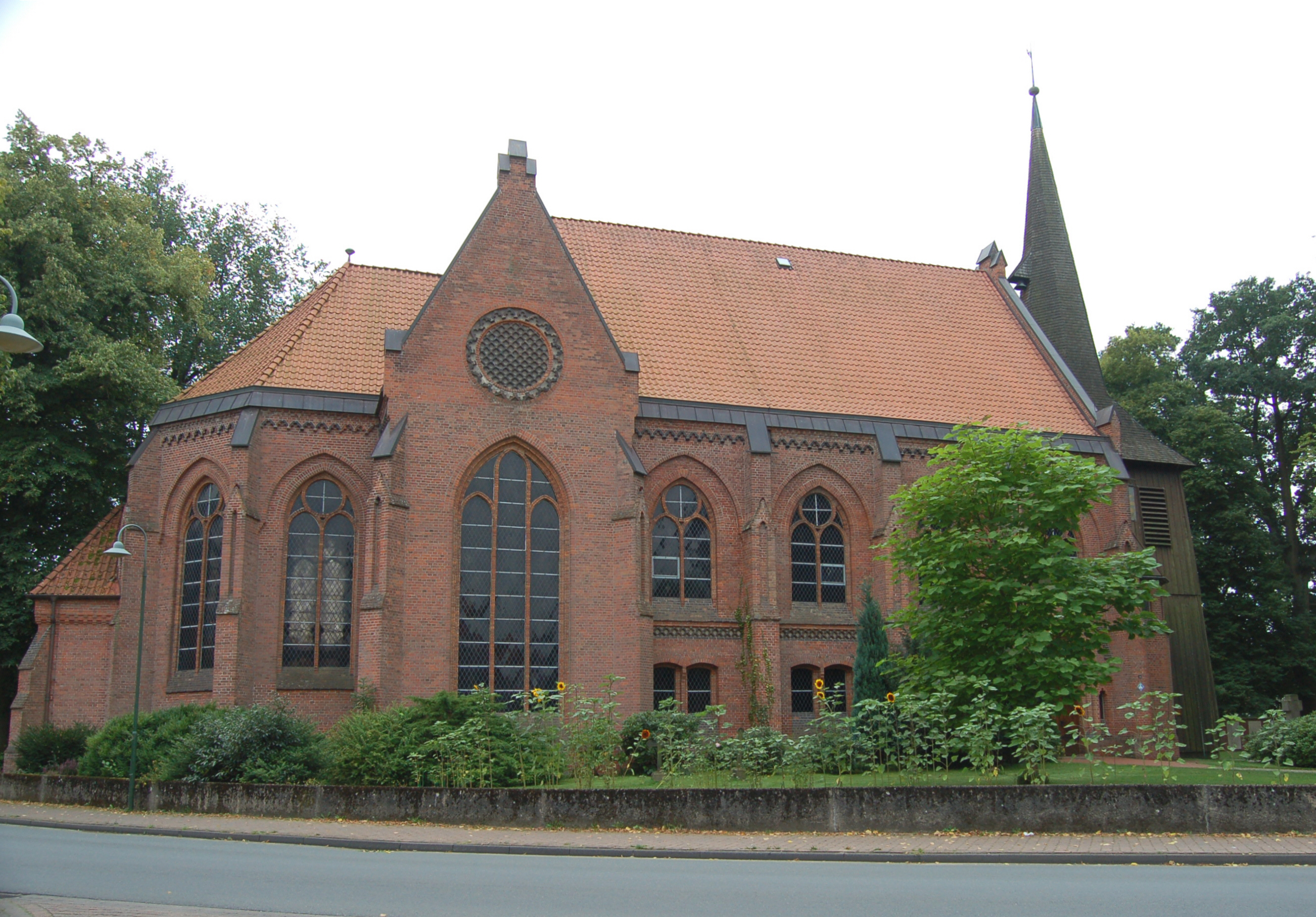
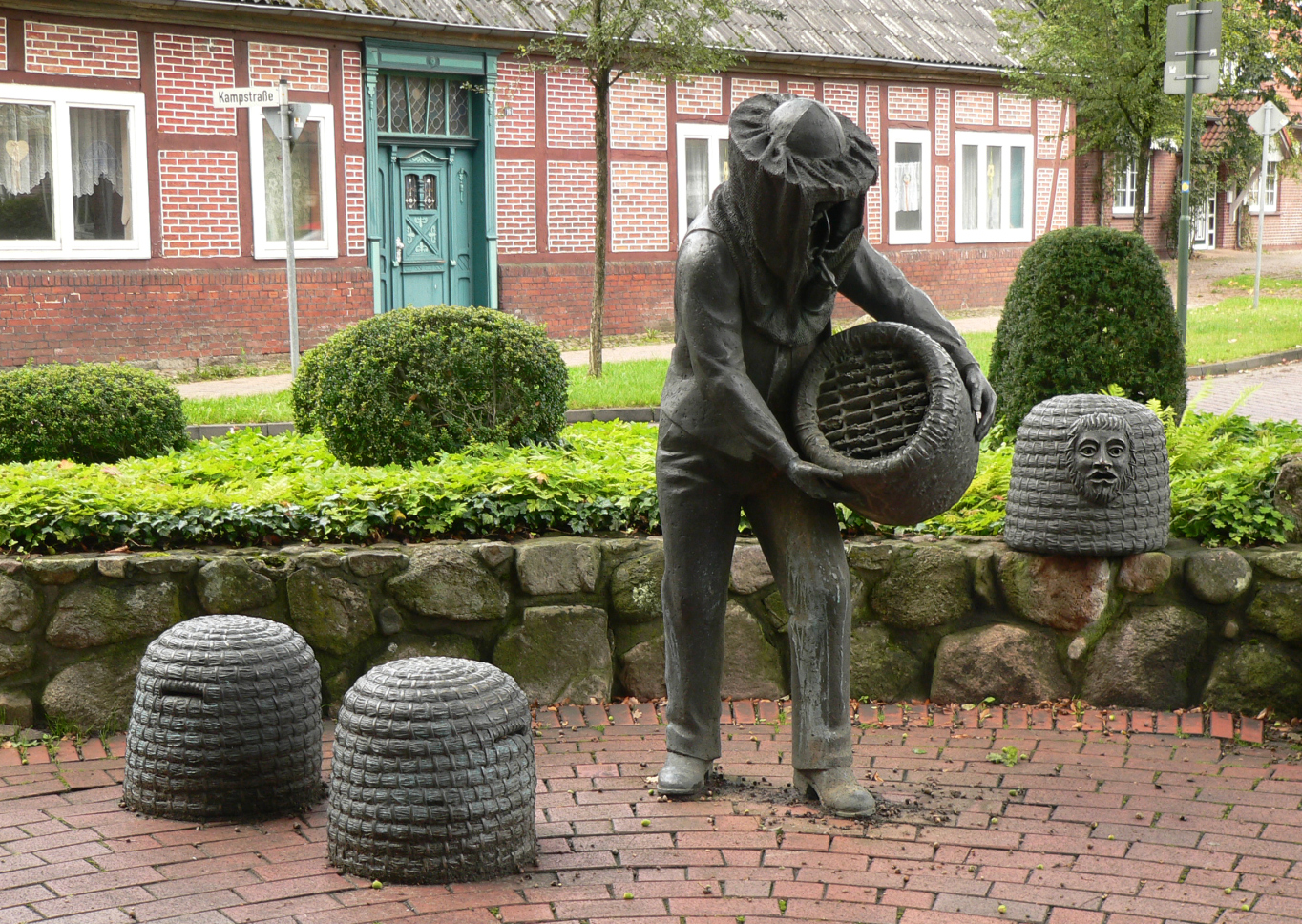
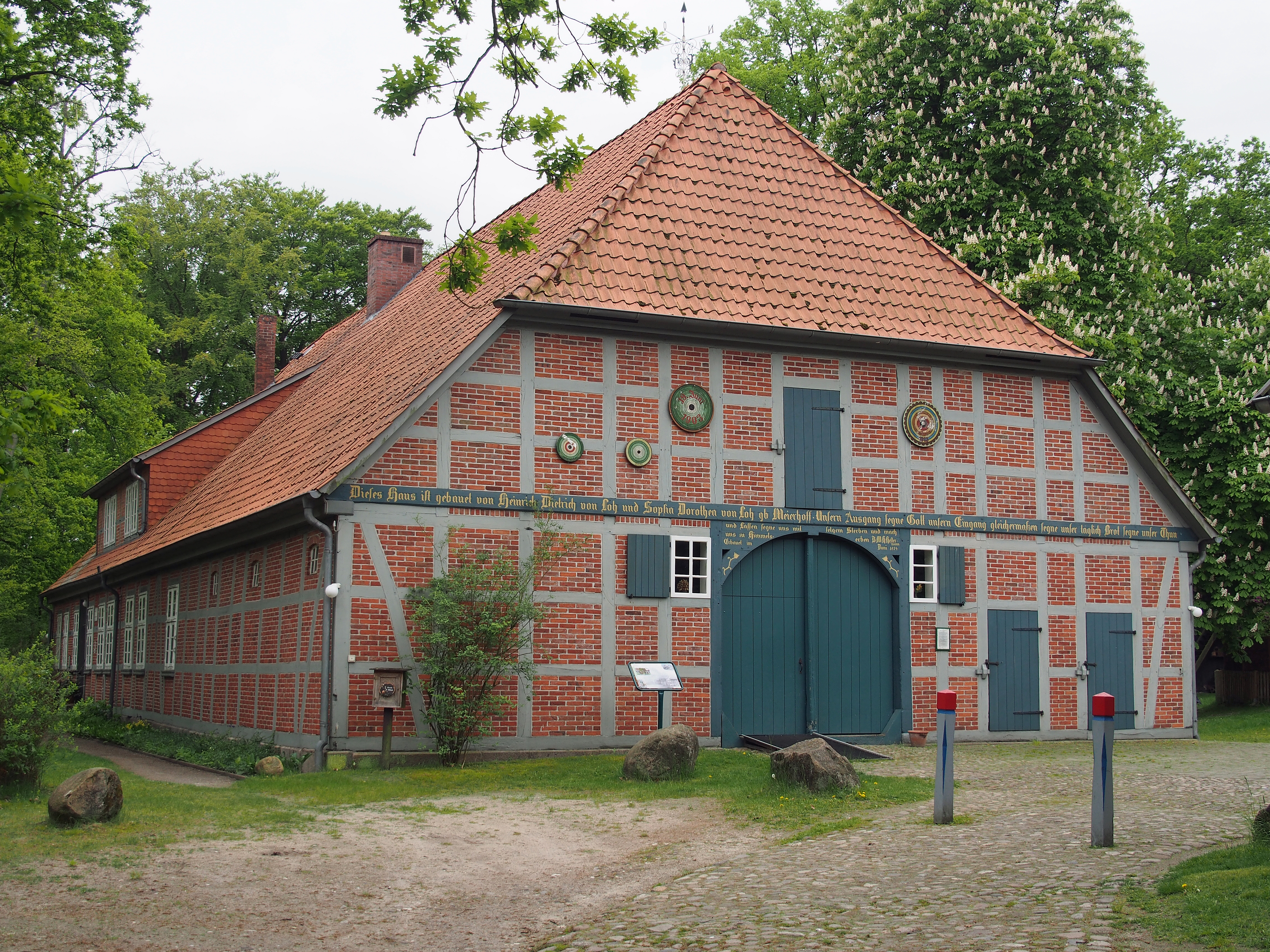